# 用瀬朋美
用瀬 朋美（もちがせ　ともみ、1971年10月20日 - ）は、圭三プロダクション所属のフリーアナウンサー・リポーター・司会者。東京都出身。

## 来歴・人物
- 東京都出身
- 青山学院大学経営学部卒業
- 大学在学中に圭三プロダクションの養成機関である圭三塾に入塾(第6期生)。
- 圭三塾に入塾した2ヶ月後に日本テレビ『ザ・ワイド』でレポーターとしてデビュー。
- 趣味は映画・舞台鑑賞。
- 配偶者はジャズピアニストの秋田慎治。
- 秘書検定2級、書道六段の資格を持つ。
- 身長158cm

## 主な出演歴
- 日本テレビ「ザ・ワイド」リポーター
- 日本テレビ「レッスルコロシアム」レポーター
- 日本テレビ「ラジかるッ」リポーター
- 日本テレビ「おもいッきりPON!」リポーター

- 読売テレビ｢情報ライブ ミヤネ屋｣リポーター

- ＴＢＳ「笑顔がいちばん！」リポーター
- ＴＢＳ「世紀の大激突 ヒッチハイク編」リポーター
- ＴＢＳ「あの人は今」リポーター
- ＴＢＳ「水曜日のダウンタウン」リポーター役

- テレビ東京「牙狼-ＧＡＲＯ- ～闇を照らす者～」ＭＣ役

- フジテレビ「めちゃ×2イケてるッ!」リポーター役

- グリーンチャンネル「ターフトピックス」リポーター

- 民放各局「suntoryイチオシ！健康ナビ」リポーター

- 三菱電機ＴＶＣＭ

- TRICERATOPS with LISA「Believe the Light」リポーター役（MPV）

- Netflix『Jimmy〜アホみたいなホンマの話〜』第4話キャスター役

- フジテレビ『モンテ・クリスト伯 -華麗なる復讐-』リポーター役

- TCNマイチャンネルあらかわ「こんにちは荒川区」リポーター(現在)